# 顺川站
順川站（：／ Sunch'ŏn yŏk */?）是朝鮮民主主義人民共和國平安南道順川市的一個鐵路車站，属于平罗线和满浦线。

## 历史
- 1932年11月1日，落成使用。

## 邻近车站
平罗线
慈山站 - 順川站 - 新莲浦站
满浦线
順川站 - 中坪站